# 만어사
만어사(萬魚寺)는 금관가야의 초대왕인 수로왕이 창건했다고 전해지는 사찰이다. 신라 때는 임금들이 불공을 올리는 장소로 사용되었으며, 1180년에 중창된 뒤 1506년, 1879년에 중건되었다.